# 52
52 рік — високосний рік, що почався у понеділок за григоріанським календарем (в суботу — за юліанським). У Римі правив імператор Клавдій.

## Події
- Фавст Корнелій Сулла Фелікс і Луцій Сальвій Отон Тіціан — консули Римської імперії.
- У Римській імперії заборонено страчувати старих і скалічених рабів.
- У Римі почалися роботи з осушення Фуцинського озера; на них працювало 30 тисяч робітників, які тривали вони 11 років, але так і не були завершені — озеро осушили тільки у 1875 році.
- 52-53 — початок парфянського вторгнення до Вірменії.
- Маланкарська православна сирійська церква Індії
- Аква Клавдія
- Аніо-Новус

## Померли
- Публій Осторій Скапула — римський полководець, очільник Британії.